# Peter Soberlak
Peter Soberlak (né le 12 mai 1969 à Kamloops, dans la province de la Colombie-Britannique au Canada) est un joueur professionnel canadien de hockey sur glace.

## Carrière de joueur
Sélectionné en première ronde du repêchage de la Ligue nationale de hockey en 1987 par les Oilers d'Edmonton, il joue son hockey junior dans l'Ouest canadien. Il y joue quatre saisons avant de rejoindre les Oilers du Cap-Breton dans la Ligue américaine de hockey.
Il évolue trois saisons dans la LAH avant de définitivement accrocher ses patins en 1992.

## Statistiques
| Saison    | Équipe                   | Ligue |    | Saison régulière | Saison régulière | Saison régulière | Saison régulière | Saison régulière |   | Séries éliminatoires | Séries éliminatoires | Séries éliminatoires | Séries éliminatoires | Séries éliminatoires |
| Saison    | Équipe                   | Ligue | PJ | B                | A                | Pts              | Pun              | PJ               | B | A                    | Pts                  | Pun                  |                      |                      |
| 1985-1986 | Blazers de Kamloops      | LHOu  | 55 | 10               | 11               | 21               | 46               | 3                | 1 | 1                    | 2                    | 9                    |                      |                      |
| 1986-1987 | Blazers de Kamloops      | LHOu  | 16 | 2                | 7                | 9                | 26               | -                | - | -                    | -                    | -                    |                      |                      |
| 1986-1987 | Broncos de Swift Current | LHOu  | 52 | 31               | 35               | 66               | 19               | -                | - | -                    | -                    | -                    |                      |                      |
| 1987-1988 | Broncos de Swift Current | LHOu  | 67 | 43               | 56               | 99               | 47               | 10               | 5 | 7                    | 12                   | 14                   |                      |                      |
| 1988-1989 | Broncos de Swift Current | LHOu  | 37 | 25               | 33               | 58               | 21               | 12               | 5 | 11                   | 16                   | 11                   |                      |                      |
| 1989-1990 | Oilers du Cap-Breton     | LAH   | 60 | 15               | 8                | 23               | 22               | -                | - | -                    | -                    | -                    |                      |                      |
| 1990-1991 | Oilers du Cap-Breton     | LAH   | 70 | 18               | 18               | 36               | 17               | -                | - | -                    | -                    | -                    |                      |                      |
| 1991-1992 | Oilers du Cap-Breton     | LAH   | 22 | 4                | 7                | 11               | 25               | -                | - | -                    | -                    | -                    |                      |                      |